# لاجوس كولتا
لاجوس كولتا (بالمجرية: Koltai Lajos)‏ (و. 1946  م) هو مصور سينمائي، ومخرج أفلام مجري، ولد في بودابست.

## التعليم
تعلم في جامعة الفنون المسرحية والسينمائية (1965–1969).

## جوائز وترشيحات
حصل على جوائز منها:
جوائز
- جائزة كوشوت [الإنجليزية]‏

ترشيحات
- جائزة الأوسكار لأفضل تصوير سينمائي، عن عمل: مالينا

ترشح لـ:
- جائزة الأوسكار لأفضل تصوير سينمائي، عن عمل: مالينا.

## وصلات خارجية
- لاجوس كولتا على موقع IMDb (الإنجليزية)
- لاجوس كولتا على موقع قاعدة بيانات الأفلام العربية
- لاجوس كولتا على موقع ألو سيني (الفرنسية)
- لاجوس كولتا على موقع أول موفي (الإنجليزية)
- لاجوس كولتا على موقع قاعدة بيانات الأفلام السويدية (السويدية)
- لاجوس كولتا على موقع قاعدة بيانات الفيلم (الإنجليزية)
- لاجوس كولتا على موقع كينوبويسك (الروسية)